# Forte Dobbs
Forte Dobbs era um forte do século XVIII na região da Bacia do Rio Yadkin – Pee Dee, na província da Carolina do Norte, perto do que hoje é Statesville, no condado de Iredell. Usado para defender a fronteira durante e após as guerras francesa e indiana, o forte foi erguido para proteger os colonos britânicos da porção ocidental do que era então o condado de Rowan e serviu como um posto avançado vital para soldados, comerciantes e oficiais coloniais. A estrutura principal de Forte Dobbs era uma fortificação com paredes de toras, cercada por uma vala rasa e, em 1761, uma paliçada. O objetivo era fornecer proteção contra nativos americanos aliados da França, como os Shawnee e os Delaware, e ataques franceses à Carolina do Norte. 
O nome do forte homenageou Arthur Dobbs, o governador colonial da Carolina do Norte de 1755 a 1765, que desempenhou um papel importante no projeto do forte e autorizou sua construção. Entre 1756 e 1761, o forte foi guarnecido por um número variável de soldados, muitos dos quais foram enviados para lutar na Pensilvânia e no Vale do Rio Ohio durante a Guerra da França e dos Índios. Em 27 de fevereiro de 1760, o forte foi o local de um confronto entre guerreiros Cherokee e soldados provinciais que terminou em uma vitória para os provinciais. Após essa batalha e outros ataques de guerreiros Cherokee aos fortes e assentamentos britânicos na Guerra Anglo-Cherokee, o Exército Britânico lançou duas campanhas devastadoras contra os Cherokee em 1760 e 1761.

## História

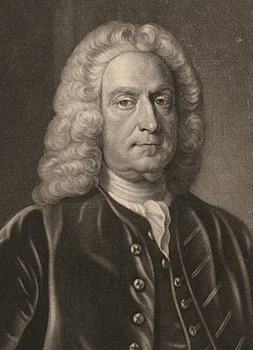
Retrato do governador Arthur Dobbs, de William Hoare, da coleção da Carolina do Norte na Universidade da Carolina do Norte em Chapel Hill

### Assentamento do sertão da Carolina
Em 1747, aproximadamente 100 homens em idade adequada para servir na milícia colonial viviam na Carolina do Norte, a oeste da atual Hillsborough. Em três anos, a maior parte do aumento da população da Carolina do Norte, impulsionado principalmente pela imigração de colonos escoceses-irlandeses e alemães que viajavam da Pensilvânia na Great Wagon Road, estava ocorrendo em sete condados do oeste criados após 1740. Em 1754, seis condados ocidentais - Orange, Granville, Johnston, Cumberland, Anson e Rowan - mantinham cerca de 22.000 residentes fora da população total da colônia de 65.000.

### Construção
Em 1756, o governador Arthur Dobbs ordenou a construção de uma estrutura de toras fortificada para a proteção dos colonos no condado de Rowan contra ataques de nativos americanos aliados franceses e franceses. Dobbs declarou em uma carta em 24 de agosto de 1755 à Junta Comercial que o forte era necessário "para ajudar os colonos de volta e ser um refúgio para eles, pois estava além do país bem estabelecido, apenas assentamentos dispersos atrás deles, e se eu tivesse colocado [a guarnição de Waddell] além dos assentamentos sem uma fortificação, eles poderiam ser expostos e não seriam um refúgio para os colonos, e os índios poderiam passar por eles e assassinar os habitantes, e se retirar antes que ousassem avisá-los ". Os novos assentamentos de fronteira exigiam proteção regular. Além disso, o governador Dobbs estava preocupado com seus próprios investimentos, já que ele possuía mais de 200.000 acres (81.000 ha; 310 sq mi) de terra no rio Rocky, aproximadamente 15 milhas (24 km) ao sul da Fourth Creek Meeting House.
A legislatura da Carolina do Norte reservou uma soma de £ 1000 para a construção do forte em outubro de 1755. Os soldados provinciais, conhecidos pelo nome abreviado de "Provinciais", eram soldados criados, vestidos e pagos pelas colônias britânicas individuais, embora fossem em vários momentos armados e fornecidos pelo Exército britânico regular. O custo total do forte foi de apenas £ 1.000. Em comparação, o Forte Stanwix em Nova York, iniciado em 1758 em um estilo de forte estrela da época, custou £ 60.000 para ser erguido, enquanto a construção do Forte Prince George na Carolina do Sul custou £ 3.000 à Câmara dos Comuns daquela província.